# ارثروس ۴۵۳۳
سیارک ۴۵۳۳ (به انگلیسی: 4533 Orth، نامگذاری:1986EL) چهار هزار و پانصد و سی و سومین سیارک کشف شده‌است که در ۷ مارس ۱۹۸۶ کشف شد.
قدر مطلق سیارک برابر ۱۲٫۸۰ است.